# Valery Gerasimov
Valery Vasilyevich Gerasimov (russo:  Вале́рий Васи́льевич Гера́симов; IPA: [vɐˈlʲerʲɪj vɐˈsʲilʲjɪvʲɪdʑ ɡʲɪˈrasʲɪməf]; Kazan, 8 de setembro de 1955) é um general do exército russo que atua como chefe do Estado-Maior das Forças Armadas Russas e primeiro vice-ministro da Defesa.
Ele foi nomeado pelo presidente Vladimir Putin em 9 de novembro de 2012 substituindo Nikolai Makarov, e atualmente serve como comandante de todas as forças russas na Ucrânia.

## Infância e educação
Gerasimov nasceu em Kazan, Tatar RSSA em 8 de setembro de 1955. Ele se formou na Escola Militar Kazan Suvorov (1971–1973), na Escola Superior de Comando de Tanques de Kazan, na Academia Malinovsky das Forças Armadas Militares (1984–1987) e na Academia Militar do Estado-Maior das Forças Armadas da Rússia (1995– 1997).

## Comandos
Depois de se formar na Escola Superior de Comando de Tanques de Kazan, Gerasimov foi o comandante de um pelotão de infantaria mecanizada, companhia e batalhão do Distrito Militar do Extremo Oriente. Mais tarde, ele foi chefe de gabinete de um regimento de tanques e depois de uma divisão de fuzis motorizados no Distrito Militar do Báltico. De 1993 a 1995, ele foi o comandante da 144ª Divisão de Fuzileiros Motorizados de Guardas no Distrito Militar do Báltico e depois do Grupo de Forças do Noroeste.
Depois de se formar na Academia do Estado-Maior General, ele foi o Primeiro Subcomandante do Exército do Distrito Militar de Moscou. Ele foi o comandante do 58º Exército no Distrito Militar do Norte do Cáucaso durante a Segunda Guerra da Chechênia entre fevereiro de 2001 e março de 2003.  Seu envolvimento na prisão de Yury Budanov gerou elogios da jornalista Anna Politkovskaya.
Em 2006, ele se tornou o comandante do Distrito Militar de Leningrado . Em 2009, ele se mudou para ser o comandante do Distrito Militar de Moscou. Em 2012 tornou-se comandante do Distrito Militar Central. Em 23 de dezembro de 2010, tornou-se vice-chefe do Estado-Maior.
Ele comandou o desfile anual do Dia da Vitória na Praça Vermelha quatro vezes de 2009 a 2012.

## Chefe do Estado-Maior
Alega-se que Gerasimov concebeu a "Doutrina Gerasimov" - combinando táticas militares, tecnológicas, de informação, diplomáticas, econômicas, culturais e outras com o objetivo de alcançar objetivos estratégicos. O autor do artigo original, Mark Galeotti, afirmou que se tratava de um discurso que, devido a erros de tradução, foi mal interpretado na imprensa americana como uma proposta estratégica beligerante, e não defensiva.

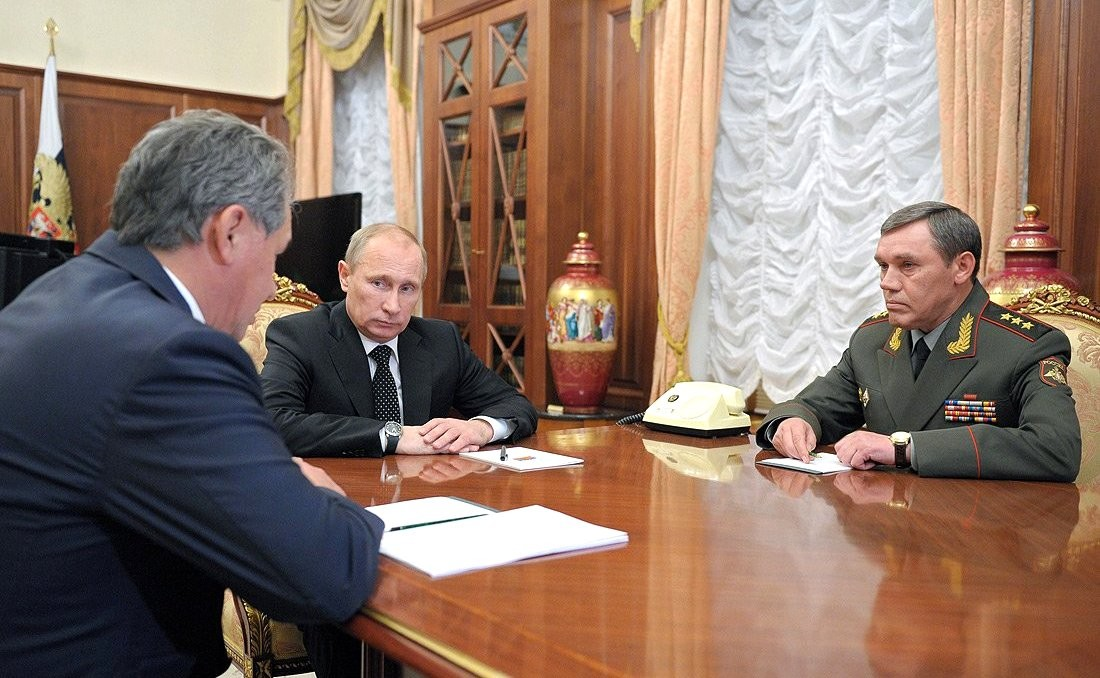
Gerasimov com o presidente russo Vladimir Putin e o ministro da Defesa da Rússia, Sergei Shoigu, 9 de novembro de 2012

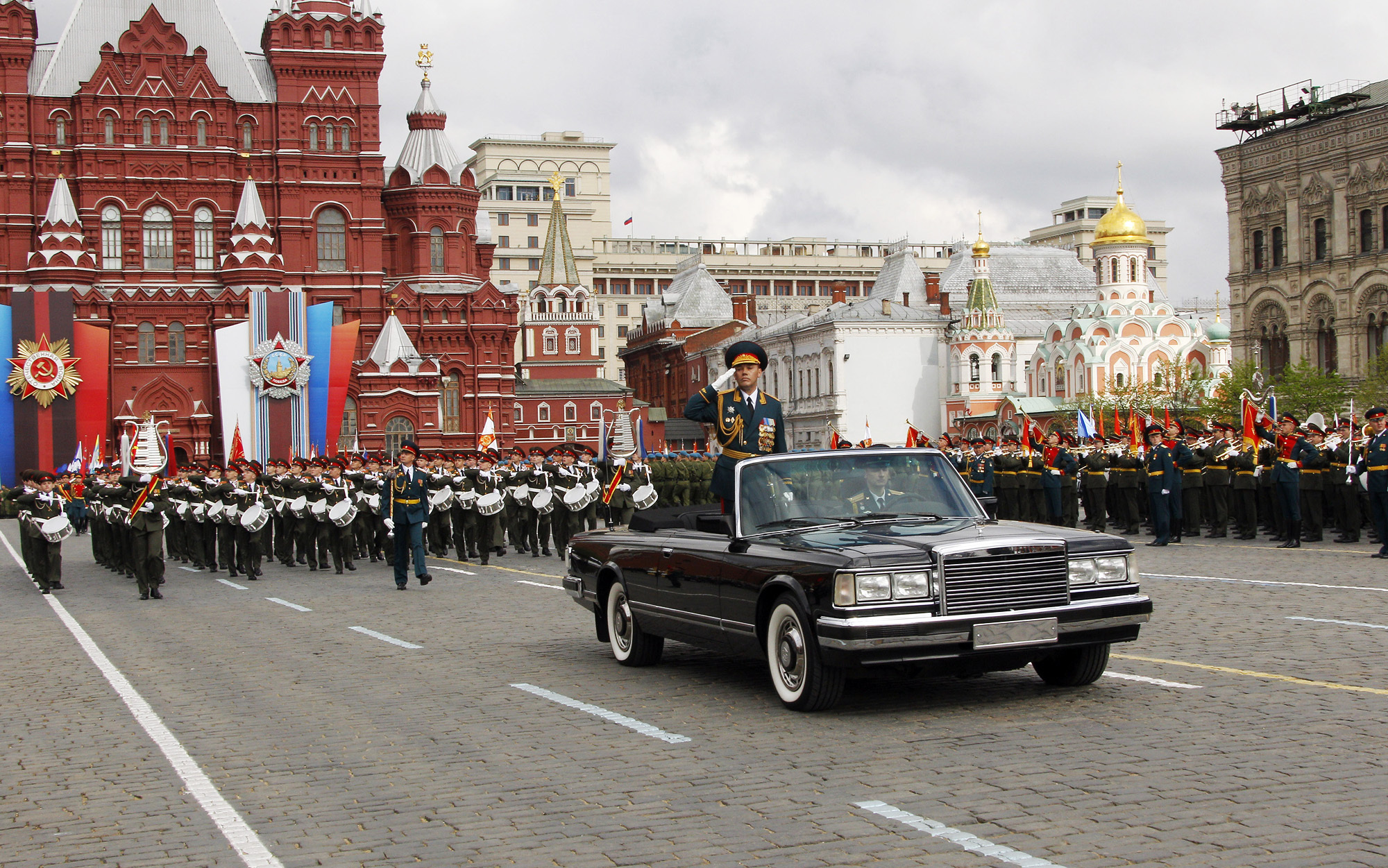
General Gerasimov conduzindo um desfile do Dia da Vitória em Moscou em um ZiL 41044, maio de 2011

### Nomeação de pessoal até a Crimeia (2012–2020)
Gerasimov foi nomeado chefe do Estado-Maior após a demissão do ministro da Defesa, Anatoly Serdyukov, em 6 de novembro de 2012. O anterior Chefe do Estado-Maior, General Nikolai Makarov, era visto como próximo de Serduykov e era visto pelos comentaristas como provável de ser substituído pelo novo Ministro da Defesa, Sergei Shoigu. Foi relatado que Makarov renunciou, mas foi formalmente demitido pelo presidente Vladimir Putin.
Outras mudanças foram a demissão de Alexander Sukhorukov do cargo de Primeiro Vice-Ministro da Defesa e sua substituição pelo Coronel General Arkady Bakhin, ex-comandante do Distrito Militar Ocidental. O comandante das Forças de Defesa Aeroespacial, coronel-general Oleg Ostapenko, também foi promovido a vice-ministro da Defesa. Ele foi promovido ao posto mais alto do Exército Russo, General de Exército, em 2014.

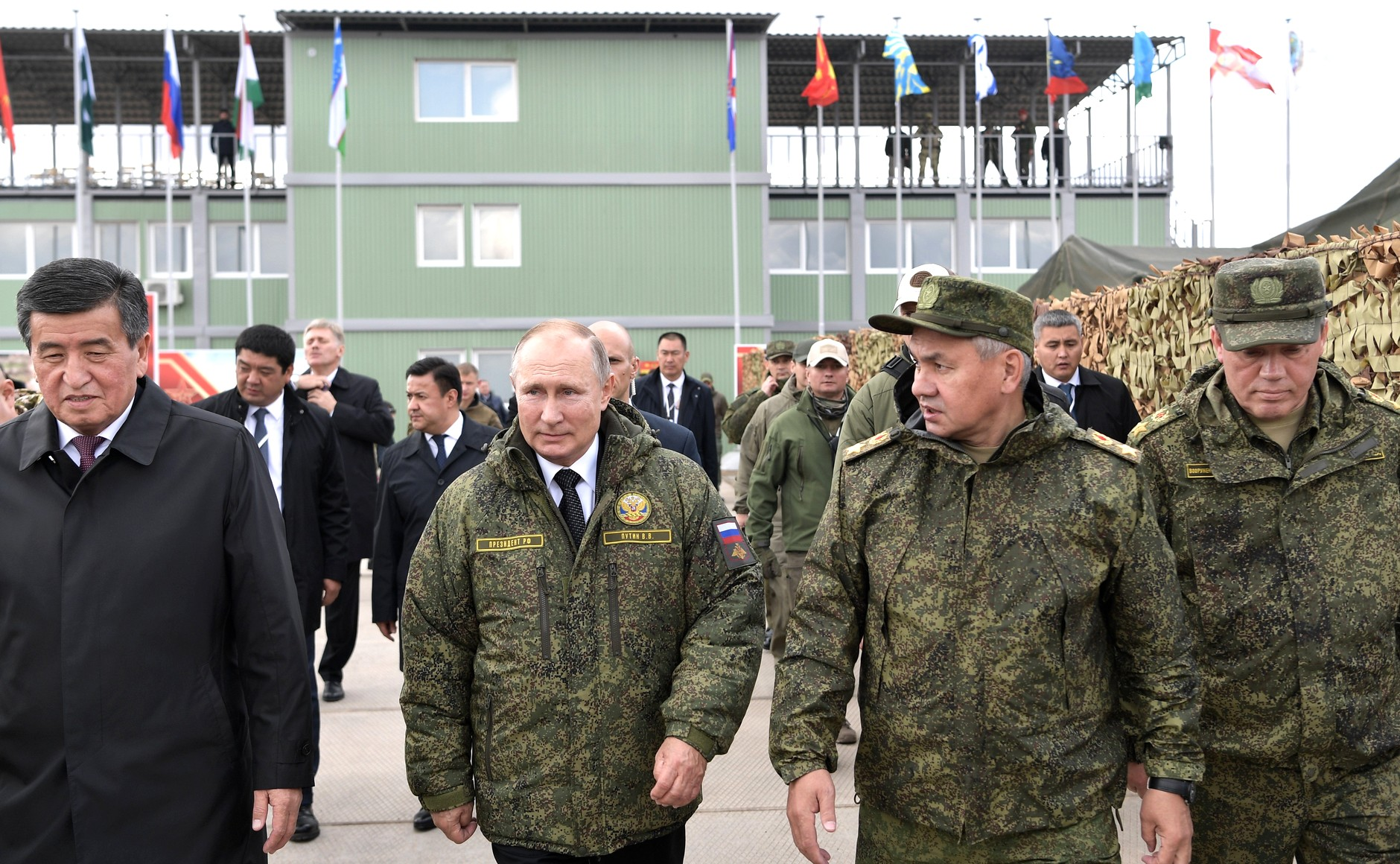
Gerasimov com Shoigu, Putin e o presidente do Quirguistão, Sooronbay Jeenbekov, no exercício militar Center-2019

Segundo o Serviço de Segurança da Ucrânia, Gerasimov era o comandante geral de todos os elementos das forças russas e dos insurgentes pró-russos durante sua vitória estratégica decisiva na Batalha de Ilovaisk em 2014, onde mais de 459 militares ucranianos foram mortos e outros 478 foram feridos. Em 15 de setembro de 2016, ele e o chefe de gabinete turco, general Hulusi Akar, conduziram uma reunião sobre o futuro da Síria no quartel-general das Forças Armadas turcas em Ancara.
Conforme relatado em seu livro sobre Gerasimov sobre seu envolvimento em 2019 com a Síria, Anna Borshchevskaya escreveu:
| “ | Em março de 2019, Valery Gerasimov anunciou que Moscou estava seguindo uma estratégia de 'ação limitada' na Síria, e que espera guiar futuras ações militares. A essa altura, era uma descrição de ações que já haviam ocorrido nos anos anteriores e, mais especificamente, essa estratégia refletia um retorno aos métodos soviéticos e czaristas de 'guerras limitadas'. | ” |

### Prelúdio para a invasão da Ucrânia em 2022 até o presente (2021–presente)
Em 9 de dezembro de 2021, Gerasimov emitiu um aviso ao governo ucraniano contra a tentativa de resolver a guerra em Donbass usando a força. Gerasimov disse que "as informações sobre a suposta invasão iminente da Rússia na Ucrânia são uma mentira". Segundo Gerasimov, "Kiev não está cumprindo os Acordos de Minsk. As forças armadas ucranianas estão anunciando que começaram a empregar sistemas de mísseis antitanque Javelin fornecidos pelos EUA em Donbass e também estão usando drones turcos de reconhecimento/ataque. Como resultado, a situação já tensa no leste daquele país está se deteriorando ainda mais".
Em 2021, Gerasimov explicou sua doutrina ao Financial Times. Em 23 de dezembro de 2021, ele discutiu questões de segurança regional com seu homólogo britânico, o almirante Sir Tony Radakin, chefe do Estado-Maior de Defesa.
Em 11 de fevereiro de 2022, Gerasimov se encontrou com Tony Radakin e negou que a Rússia planejasse invadir a Ucrânia.
Gerasimov esteve envolvido no planejamento da invasão russa da Ucrânia em 2022. As fontes dizem que a decisão de invadir a Ucrânia foi tomada por Vladimir Putin e um pequeno grupo de falcões de guerra ao seu redor, incluindo Gerasimov, o ministro da Defesa da Rússia, Sergei Shoigu, e o conselheiro de segurança nacional de Putin, Nikolai Patrushev. Durante a invasão, o The Moscow Times considerou Gerasimov desaparecido da vista do público desde cerca de 12 de março de 2022, quando conversou com o chefe do Estado-Maior turco, e 4 de março, quando conversou com o chefe do Estado-Maior francês Thierry Burkhard. Outros siloviki seniores (funcionários importantes da segurança russa), incluindo Sergei Shoigu, Igor Kostyukov e Alexander Bortnikov, desapareceram na mesma época.

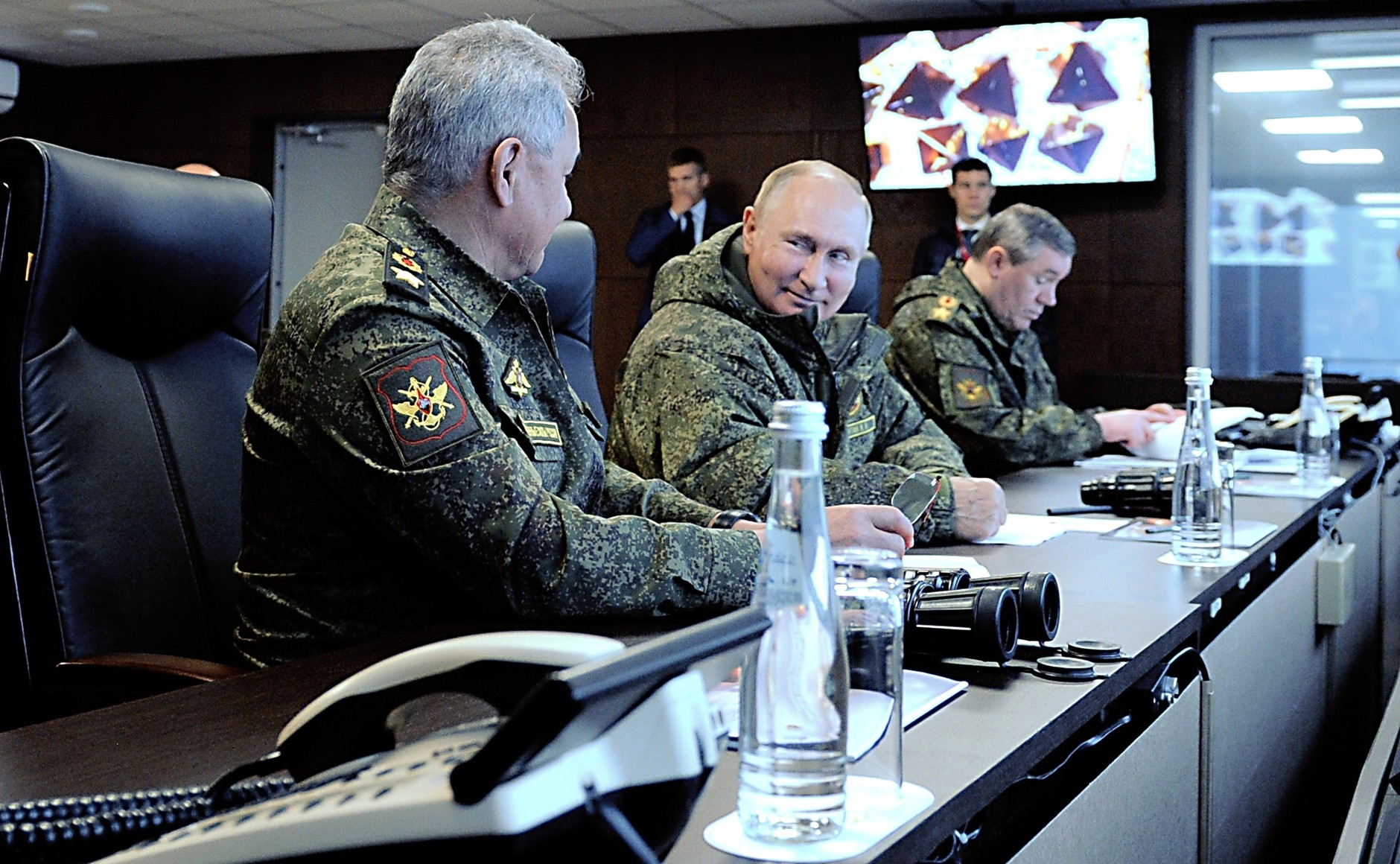
Putin, Shoigu e Gerasimov no Vostok-2022 exercício militar no Extremo Oriente russo em 6 de setembro de 2022

Em 27 de abril de 2022, a publicação ucraniana Defense Express afirmou que Gerasimov chegou a Izium para comandar pessoalmente a ofensiva russa na região. Segundo a Agência de Informação Independente Ucraniana, Gerasimov foi ferido em 1º de maio de 2022 perto de Izium. Duas autoridades americanas confirmaram que Gerasimov esteve na região, mas uma autoridade ucraniana negou que a Ucrânia visasse especificamente Gerasimov e disse que quando o posto de comando foi atacado, Gerasimov já havia partido para retornar à Rússia. Os EUA supostamente impediram a Ucrânia de matar Gerasimov.
Gerasimov discutiu questões de segurança com o general americano Mark Milley em um telefonema em 19 de maio de 2022.
Em setembro de 2022, Gerasimov, Shoigu e Vladimir Putin participaram do Vostok-2022 exercícios militares no Extremo Oriente russo. Além das tropas russas, os exercícios também incluíram forças militares da China, Índia, Mongólia, Argélia e vários estados pós-soviéticos, entre outros.
Em 11 de janeiro de 2023, o ministro da Defesa russo, Sergei Shoigu, nomeou Gerasimov no lugar de Sergey Surovikin como comandante geral da guerra contra a Ucrânia. Surovikin serviu como vice de Gerasimov por uns meses. Sua primeira ordem de batalha notável no teatro ucraniano foi implantar a Frota do Mar Negro fora do porto de Novorossiysk para partes desconhecidas em 11 de janeiro 2023.
O Ministério da Defesa do Reino Unido disse em uma atualização de inteligência que Gerasimov tem "tentando reprimir uniformes não regulamentados, viagens em veículos civis, uso de telefones celulares e cortes de cabelo fora do padrão. A força russa continua a enfrentar um impasse operacional e pesadas baixas; A priorização de Gerasimov de regulamentos em grande parte menores provavelmente confirmará os temores de seus muitos céticos na Rússia".
O analista militar americano Michael Kofman disse que Gerasimov estava "esgotando a força com um conjunto inoportuno e ineficaz de operações ofensivas, cujos ganhos não mudarão o quadro estratégico para a Rússia, mas podem deixar as forças russas mais vulneráveis".
O chefe de Wagner, Yevgeny Prigozhin, acusou Shoigu e Gerasimov de incompetência. Em 5 de maio de 2023, Prigozhin os culpou por "dezenas de milhares" de baixas de Wagner, dizendo "Shoigu, Gerasimov, onde ... está a munição? Eles vieram aqui como voluntários e estão morrendo para que vocês possam se sentar como gatos gordos em seus escritórios de luxo".

## Vida pessoal
Gerasimov é casado e tem um filho.

### Sanções
Gerasimov foi sancionado pelo governo do Reino Unido em 2014 em relação à Guerra Russo-Ucraniana.
Em abril de 2014, Gerasimov foi adicionado à lista de pessoas contra as quais a União Europeia introduziu sanções "em relação a ações que prejudicam ou ameaçam a integridade territorial, a soberania e a independência da Ucrânia". Em maio de 2014, Canadá, Liechtenstein e Suíça adicionaram Gerasimov às suas sanções listadas devido à interferência russa na Ucrânia e sua responsabilidade pelo deslocamento maciço de tropas russas próximo à fronteira Rússia-Ucrânia e sua incapacidade de reduzir as tensões com a Ucrânia que estão associadas com essas implantações de tropas russas. Em setembro de 2014, a Austrália colocou Gerasimov em sua lista de sanções relacionadas à Ucrânia.
Em 25 de fevereiro de 2022, os Estados Unidos adicionaram Gerasimov à Lista de Cidadãos Especialmente Designados e Pessoas Bloqueadas.